# Sadomania – Hölle der Lust
Sadomania – Hölle der Lust ist ein Frauengefängnisfilm des spanischen Regisseurs Jess Franco aus dem Jahr 1981. Der Sexploitationfilm mit Ajita Wilson und Uta Koepke in den Hauptrollen wurde von der Lisa Film GmbH und Plata Films S.A. produziert.

## Handlung
Das frischverheiratete Paar Olga und Michel gerät in den Flitterwochen auf das Grundstück eines Frauen-Gefängniscamps, das von Magda geleitet wird. Olga wird festgenommen und inhaftiert, Michel wird außer Landes geschickt. Fortan muss Olga Zwangsarbeit leisten. Ihre Zelle teilt sie mit der lesbischen Conita und Tara. Für Fehlverhalten werden die Insassinnen in kleine Gitterkäfige gesperrt oder in die Sümpfe gebracht, wo sie von Magda und dem impotenten Gouverneur Mendoza gejagt werden. Die Frau des Gouverneurs vergeht sich an Gefangenen und verkauft sie an ein Bordell. Währenddessen versucht Michel, seine Frau zu befreien.

## Kritiken
„Ein diffamierendes, schludrig inszeniertes Machwerk.“

„Dieser Film ist ziemlich anstößig und gleichzeitig sehr unterhaltsam.“